# یواس‌اس یاکونا (ای‌اوجی-۴۵)
یواس‌اس یاکونا (ای‌اوجی-۴۵) (به انگلیسی: USS Yacona (AOG-45)) یک کشتی بود که طول آن 220 ft 6 in بود. این کشتی در سال ۱۹۴۵ ساخته شد.